# Bitcoin Magazine
Bitcoin Magazine es una de las primeras revistas impresas de noticias  reportando sobre Bitcoin y monedas digitales. Empezó a publicar en 2012. Fue cofundada por Vitalik Buterin, Mihai Alisie y otros miembros. Es propiedad y empresa de BTC Inc en Nashville, Tennessee.
Vitalik Buterin comenzó a interesarse en Bitcoin en 2011 y cofundó Bitcoin Magazine con Mihai Alisie, quién le preguntó para unirse. Alisie vivía en Rumania en ese tiempo y Buterin escribía para un blog. Los artículos de Buterin capturaron la atención de Alisie y posteriormente decidieron publicar. Es así que Buterin tomó la función de Head Writer como proyecto paralelo mientras iba a la universidad.
En 2012, Bitcoin Magazine empezó a publicar una edición impresa, desde su base en Corea del Sur que ha sido luego referida como la primera publicación seriada sobre criptomonedas. La revista era enviada por correo electrónico a suscriptores en todo el mundo, vendida en Barnes & Noble, librerías y publicada on-line. Es considerada la primera revista dedicada a criptomonedas en el mundo.
La revista estaba disponible en 2012 por $9 USD por mes, a pesar de que muchos de sus artículos eran también disponibles on-line gratuitamente. Buterin llegó a notar que gastaba entre 10 a 20 horas escribiendo para la publicación, así que abandonó la universidad para dedicar mayor tiempo al proyecto.